# LPGA Tour 1962
Navigation
Édition précédente Édition suivante
Le LPGA Tour 1962 est la treizième édition du Ladies Professional Golf Association Tour (LPGA), circuit professionnel féminin de golf, qui se déroule du 19 janvier 1962 au 4 novembre 1962 exclusivement aux États-Unis. Cette treizième édition de ce circuit permet de proposer un certain nombre de tournois professionnels destinés aux femmes en dehors des compétitions amateurs. La volonté de la professionnalisation des golfeuses leur permet désormais de gagner de l'argent en jouant au golf.
Cette saison comporte vingt-neuf tournois, soit cinq de plus qu'en 1961, auxquels sont insérées des dotations financières en fonction du résultat de la golfeuse. Quatre de ces tournois sont considérés comme « tournoi majeur » - le Championnat Titleholders, le Western Open, l'Open américain et le Championnat LPGA - et sont considérés comme les plus prestigieux et difficiles à remporter.
L'Américaine Mickey Wright gagne pour la seconde fois après l'édition 1961 le classement des gains avec 21 641 $ en remportant dix victoires dont deux tournois majeurs : le Championnat Titleholders et le Western Open. Les deux autres tournois majeurs, l'Open américain et le Championnat LPGA, sont remportés par Murle Lindstrom et Judy Kimball. Enfin, le « Trophée Vare », créé en 1953, récompensant la golfeuse ayant la moyenne de score la plus basse de la saison est également remporté par Mickey Wright pour la troisième fois après l'édition 1960 et 1961. Fait exceptionnel, en raison de la tenue du tournoi mixte l'Invitational Roayl Poincana, un homme inscrit son nom au palmarès d'un tournoi LPGA : Sam Snead.

## Histoire
Pour l'organisation de cette treizième édition, tous les tournois se disputent aux États-Unis par des golfeuses principalement américaines professionnelles et amateures. Le calendrier établi fait débuter la saison en Géorgie. L'Invitationnal de Sea Island ouvre la saison avec la victoire de Mickey Wright. Au cours de cette saison, tous les tournois ont été remportés par des golfeuses américaines professionnelles à l'exception du tournoi mixte de l'Invitational Roayl Poincana avec la victoire de Sam Snead.
Avec dix tournois remportés, l'Américaine Mickey Wright termine première au tableau des gains avec 21 641 $ pour la seconde fois fois de sa carrière après l'édition 1961. Parmi ses dix titres, il s'y trouve deux tournois majeurs : le Championnat Titleholders et le Western Open. Les deux autres tournois majeurs, l'Open américain et le Championnat LPGA, sont remportés par Murle Lindstrom et Judy Kimball.

## Participantes à la saison LPGA 1962
Les participantes ont deux statuts. Certaines sont devenues professionnelles, et pour certaines avant la création de ce circuit, mais de nombreuses amateures prennent également part aux tournois sans toutefois pouvoir recevoir le montant des gains en raison de leur statut. Cette saison, fait exceptionnel, un tournoi mixte est organisé comme l'année précédente : l'Invitational Royal Poinciana. Le golfeur professionnel Sam Snead est l'unique représentant masculin de ce tournoi face à quatorze filles professionnelles et s'impose.
| Participantes      | Participantes    | Participantes    | Participantes    | Participantes     |
| Professionnelles   | Professionnelles | Professionnelles | Professionnelles | Professionnelles  |
| ------------------ | ---------------- | ---------------- | ---------------- | ----------------- |
| Gloria Armstrong   | Peggy Bell       | Patty Berg       | Kathy Cornelius  | Shirley Englehorn |
| Mary Lena Faulk    | Gloria Fecht     | Sybil Griffin    | Marlene Hagge    | Sandra Haynie     |
| Betty Jameson      | Ruth Jessen      | Judy Kimball     | Murle Lindstrom  | Mary Mills        |
| Carol Mann         | Jo Ann Prentice  | Jackie Pung      | Betsy Rawls      | Barbara Romack    |
| Norma Shook        | Marilynn Smith   | Shirley Spork    | Beth Stone       | Louise Suggs      |
| Peggy Wilson       | Kathy Whitworth  | Mickey Wright    |                  |                   |
| Amateures          |                  |                  |                  |                   |
| Clifford Ann Creed |                  |                  |                  |                   |

## Calendrier de la saison 1962
L'édition 1962 se déroule du 19 janvier 1962 au 4 novembre 1962. La tableau suivant présente tous les tournois programmés pour la saison 1962. Les chiffres entre parenthèses correspondent au nombre de victoires remportées au moment de la victoire de la golfeuse audit tournoi remporté. Il est à noter que tous les tournois considérés comme tournois majeurs sont reconnus comme victoires officielles au palmarès du LPGA et ajoutés au palmarès des golfeuses, même avant sa création en 1950. Les tournois majeurs sont indiqués en gras.
| Date       | Tournoi                                        | Catégorie      | Dotation (US$) | Vainqueur individuelle |
| ---------- | ---------------------------------------------- | -------------- | -------------- | ---------------------- |
| 21/01/1962 | Invitational de Sea Island, Géorgie            |                | 6 000 $        | Mickey Wright (30)     |
| 07/02/1962 | Invitational de Royal Poinciana Plaza, Floride |                | 4 500 $        | Sam Snead (1)          |
| 18/02/1962 | Open de St. Petersburg, Floride                |                | 7 500 $        | Louise Suggs (56)      |
| 22/04/1962 | Open de Sunshine, Floride                      |                | 7 000 $        | Marilynn Smith (6)     |
| 29/04/1962 | Championnat Titleholders, Géorgie              | Tournoi majeur | 7 500 $        | Mickey Wright (31)     |
| 06/05/1962 | Open de Peach Blossom, Caroline du Sud         |                | 7 500 $        | Mary Lena Faulk (8)    |
| 13/05/1962 | Western Open, Alabama                          | Tournoi majeur | 7 000 $        | Mickey Wright (32)     |
| 20/05/1962 | Open de Muskogee Civitan, Oklahoma             |                | 7 000 $        | Patty Berg (51)        |
| 27/05/1962 | Open de Dallas Civitan, Texas                  |                | 9 300 $        | Ruth Jessen (3)        |
| 10/06/1962 | Open d'Austin Civitan, Texas                   |                | 7 000 $        | Sandra Haynie (1)      |
| 17/06/1962 | Open de Cosmopolitan, Illinois                 |                | 7 500 $        | Sandra Haynie (2)      |
| 24/06/1962 | Memorial de J.E. McAuliffe, New Jersey         |                | 8 000 $        | Betsy Rawls (45)       |
| 30/06/1962 | Open américain, Caroline du Sud                | Tournoi majeur | 8 000 $        | Murle Lindstrom (1)    |
| 08/07/1962 | Open de Kelly Girls, Maryland                  |                | 7 500 $        | Kathy Whitworth (1)    |
| 15/07/1962 | Open de Milwaukee, Wisconsin                   |                | 10 000 $       | Mickey Wright (33)     |
| 22/07/1962 | Open de Lady Carling, Massachusetts            |                | 10 000 $       | Shirley Englehorn (1   |
| 05/08/1962 | Open de Waterloo, Iowa                         |                | 7 500 $        | Marilynn Smith (7)     |
| 12/08/1962 | Invitational d'Heart of America, Kansas        |                | 7 500 $        | Mickey Wright (34)     |
| 19/08/1962 | Albuquerque Swing Parade, Nouveau-Mexique      |                | 7 500 $        | Mickey Wright (35)     |
| 26/08/1962 | Open de Salt Lake City, Utah                   |                | 7 000 $        | Mickey Wright (36)     |
| 03/09/1962 | Open de Spokane, Washington                    |                | 7 000 $        | Mickey Wright (37)     |
| 09/09/1962 | Open d'Eugene, Oregon                          |                | 7 500 $        | Shirley Englehorn (2)  |
| 16/09/1962 | Open de Sacramento, Californie                 |                | 7 500 $        | Ruth Jessen (4)        |
| 23/09/1962 | Open de Visalia, Californie                    |                | 7 500 $        | Mary Lena Faulk (9)    |
| 30/09/1962 | Mickey Wright Invitational, Californie         |                | 5 000 $        | Mickey Wright (38)     |
| 07/10/1962 | Championnat LPGA, Nevada                       | Tournoi majeur | 15 000 $       | Judy Kimball (2)       |
| 14/10/1962 | Open de Phoenix Thunderbird, Arizona           |                | 8 400 $        | Kathy Whitworth (2)    |
| 21/10/1962 | Open de Carlsbad Cavern, Nouveau-Mexique       |                | 7 000 $        | Mickey Wright (39)     |
| 04/11/1962 | San Antonio Civitan, Texas                     |                | 7 000 $        | Murle Lindstrom (2)    |

## Classements saison 1962

### Tableau des gains («Money list»)
Le tableau ci-dessous est le classement des golfeuses par gains obtenus sur cette saison 1962. Le classement par gains est remporté par Mickey Wright avec 21 641 $ remportés.
| Cla. | Golfeuses     | Gains    | Victoires |
| ---- | ------------- | -------- | --------- |
| 1    | Mickey Wright | 21 641 $ | 10        |

### Trophée Vare («Vare Trophy»)
Le tableau ci-dessous est le classement des golfeuses par scores les plus bas sur cette saison 1962.
| Cla. | Golfeuses     | Moyenne |
| ---- | ------------- | ------- |
| 1    | Mickey Wright |         |